# Línguas indígenas da América
As línguas indígenas da América (ou línguas ameríndias) são as línguas faladas pelos povos indígenas americanos. Apesar de semelhanças características de idiomas provenientes de regiões geograficamente próximas, que possibilitaram a influência entre falantes, estas línguas possuem estruturas variadas e compõem troncos distintos. Conforme estas semelhanças e relações genéticas, são agrupadas em famílias linguísticas que são revisadas constantemente por linguistas. Há línguas que não puderam ser agrupadas em grandes famílias linguísticas são consideradas línguas isoladas, quando não parecem estar associadas a outros idiomas conhecidos, ou permanecem sem classificação, quando não é possível identificar nem mesmo isto.
De acordo com a UNESCO, a maioria das línguas das Américas está sob perigo de extinção, e muitas, que até relativamente recentemente estavam não o haviam sido, já foram de fato extintas. A língua indígena mais amplamente falada no continente americano é uma variação dialetal do quíchua, contando com entre 6 e 7 milhões de falantes.
No Brasil, uma estimativa citada da quantidade de línguas ameríndias faladas as limita a menos de 180. No entanto, mesmo este número nao é consensual entre pesquisadores da área, devido, entre outras questões, às dificuldades intrínsecas a diferenciação entre línguas e dialetos. Além da subjetividade e da política envolvidas na configuração do status das linguas, há falta de informações e dados sobre estas línguas e seus falantes, o que dificulta e até impossibilita a tarefa de contabilização destas.

## Línguas da América do Norte
Línguas da América do Norte (Glottolog 2019):
| Famílias - Otomangue (180 línguas) - Arawak (78 línguas) - Uto-Asteca (69 línguas) - Algica (46 línguas) - Athabaskana-Eyak-Tlingit (45 línguas) - Maia (33 línguas) - Chibcha (27 línguas) - Salish (25 línguas) - Mixe-Zoque (19 línguas) - Sioux (18 línguas) - Eskimo-Aleut (12 línguas) - Totonacana (12 línguas) - Cochimi-Yumana (11 línguas) - Iroquesa (11 línguas) - Miwok-Costanoana (11 línguas) - Kiowa-Tanoana (8 línguas) - Muscógui‎ (7 línguas) - Pomo (7 línguas) - Chumash (6 línguas) - Wakashana (6 línguas) - Caddo (5 línguas) - Misumalpa (5 línguas) - Sahaptian (5 línguas) - Xinca (5 línguas) - Chinook (4 línguas) - Huave (4 línguas) - Maidu (4 línguas) - Yokuts (4 línguas) - Kalapuyana (3 línguas) - Shasta (3 línguas) - Tequistlatec (3 línguas) - Tsimshiânica (3 línguas) - Chimakuan (2 línguas) - Coosan (2 línguas) - Haida (2 línguas) - Jicaque (2 línguas) - Keres (2 línguas) - Lenca (2 línguas) - Palaihnihan (2 línguas) - Tarasca (2 línguas) - Wintu (2 línguas) - Yuki-Wappo (2 línguas) | Línguas isoladas - Adai - Alsea-Yaquina - Atakapa - Beothuk - Cayuse - Chimariko - Chitimacha - Coahuilteco - Comecrudo - Cotoname - Cuitlatec - Esselen - Guaicuri - Karankawa - Karok - Klamath-Modoc - Kutenai - Maratino - Molala - Natchez - Salinano - Seri - Siuslaw - Takelma - Timucua - Tonkawa - Tunica - Washo - Yana - Yuchi - Zuni |

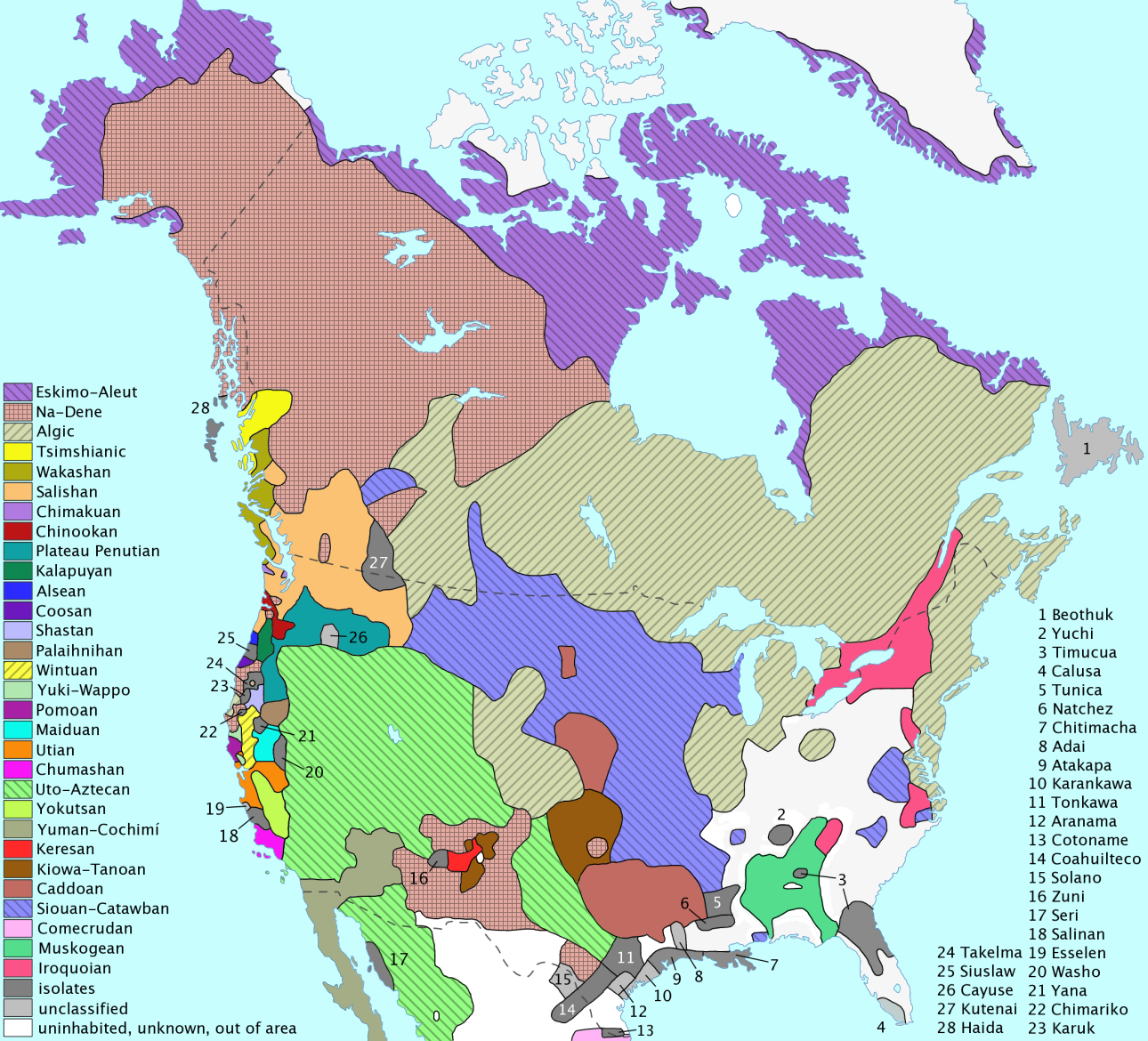
Famílias linguísticas da América do Norte

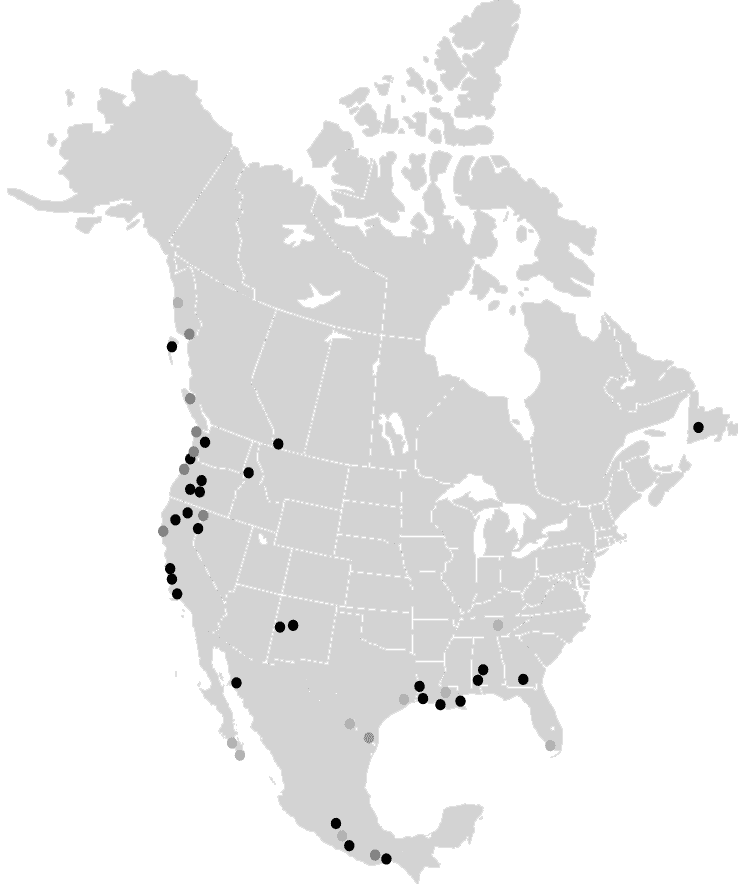
Línguas isoladas (preto), línguas quase isoladas (cinza escuro) e línguas não-classificadas (cinza claro) na América do Norte

Troncos linguísticos
- Línguas hocanas
- Línguas penutianas

Áreas linguísticas
- Área linguística mesoamericana
  - Línguas mesoamericanas

## Línguas da América do Sul

### Campbell (2012)

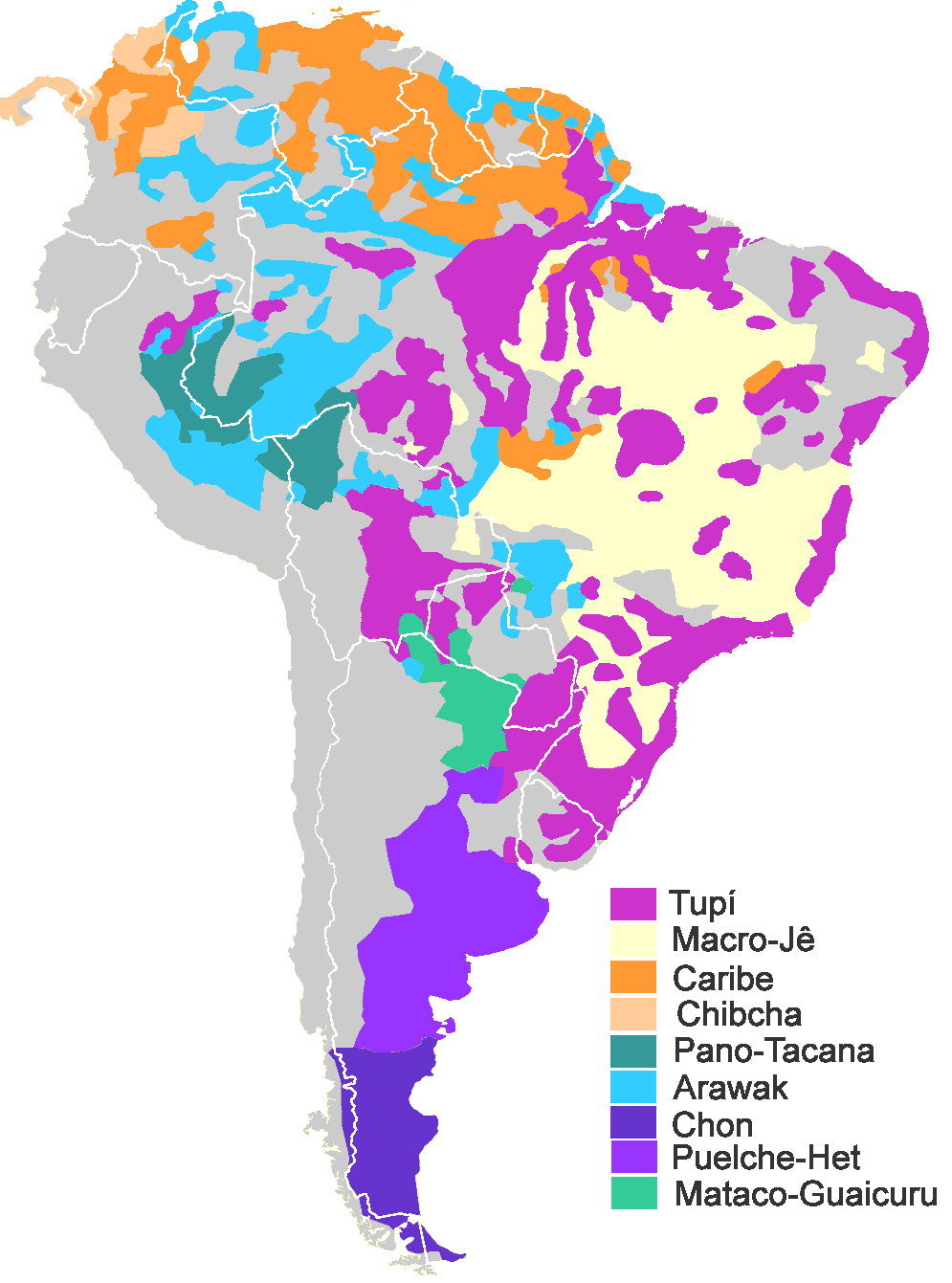
Algumas famílias linguísticas da América do Sul

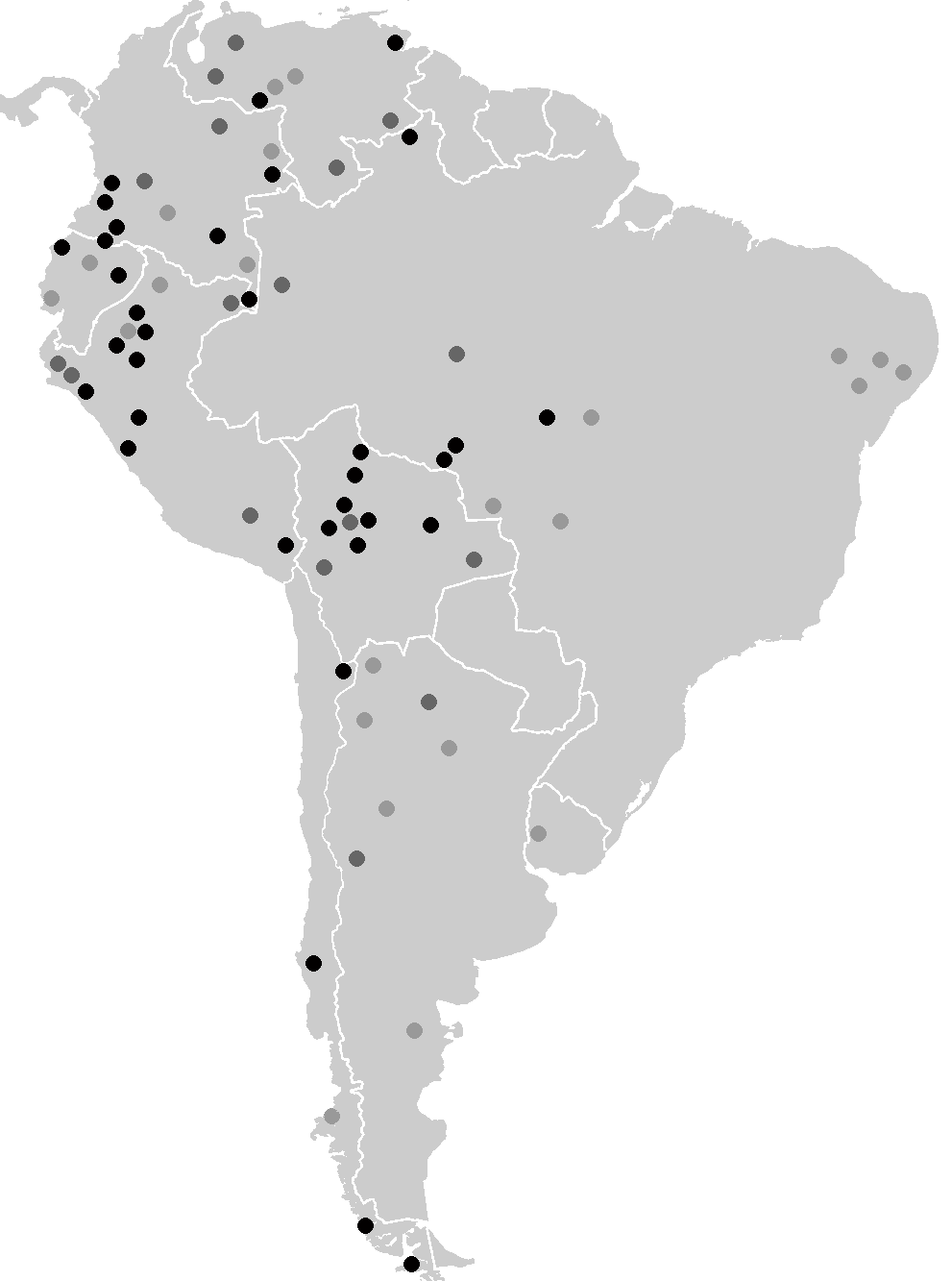
Línguas isoladas (preto), línguas quase isoladas (cinza escuro) e línguas não-classificadas (cinza claro) na América do Sul

Línguas da América do Sul (Lyle Campbell 2012):
| Famílias linguísticas da América do Sul - Arawak - Caribe - Chapacura - Chibchano - Macro-Jê - Pano-Takana - Makú - Quechua - Tukano - Tupí - Arawa - Aymara - Barbacoano - Bora-Muinane - Bororo - Cahuapana - Canhari-Puruhá - Charrua - Chipaya-Uru - Choco - Hibito-Cholón - Chon - Guaicuruano - Guajiboano - Harákmbut-Katukina - Huarpe - Jirajara - Jivaro - Kariri - Lule-Vilela - Mascoyano - Matacoano - Mosetén - Mura - Nambikwara - Qawasqar - Otomaco-Taparita - Paezano - Purí - Sálibano - Sechura-Catacao - Timote-Cuica - Tikuna-Yuri - Tinigua - Peba-Yagua - Witoto - Yanomami - Zamucoano - Zaparoano | Línguas isoladas ou não classificadas - Aikanã - Andaquí - Andoque - Kunza - Arutani - Baenã - Betoi - Camsá - Candoshi - Canichana - Cayuvava - Chiquitano - Chono - Cofán - Culle - Esmeralda - Gamela - Guachí - Guamo - Guató - Irantxe - Itonama - Hotí - Sapé - Kanoê - Kwazá - Leko - Maku (Jukude) - Mapudungun - Matanauí - Mochica - Movima - Munichi - Mure - Natú - Omurano - Otí - Pankararú - Payaguá - Puquina - Waorani - Taruma - Taushiro - Tequiraca - Trumaí - Tuxá - Urarina - Wamoé - Warao - Xokó - Xukurú - Yagan - Yaruro - Yaté - Yuracaré - Yurumanguí |  |

### Jolkesky (2016)

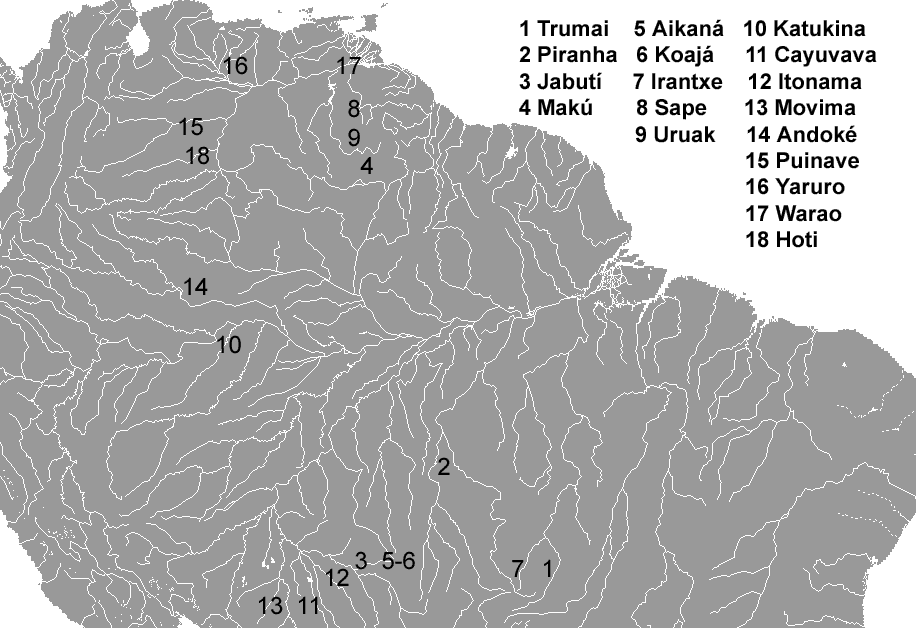
Línguas isoladas da Bolívia, Colômbia, Venezuela e Brasil

Línguas da América do Sul (Marcelo Jolkesky 2016):
- † = língua(s) extinta(s)

| Famílias linguísticas da América do Sul - Andoke-Urekena - Arawa - Barbakoa - Bora-Muinane - Chacha-Cholon-Hibito - Chapakura-Wañam - Charrua - Chibcha - Choko - Chon - Duho - Guahibo - Harakmbet-Katukina - Katukina - Harakmbet - Jaqi - Jirajara † - Jivaro - Karib - Kawapana - Kechua - Lengua-Maskoy - Macro-Arawak - Arawak - Candoshi - Pukina - Munichi - Macro-Mataguayo-Guaykuru - Guaykuru - Mataguayo (Mataco) - Guachi - Payagua - Macro-Jê - Mapudungun - Moseten-Tsimane - Mura-Matanawi - Mura - Matanawí - Nambikwara - Otomako-Taparita † - Pano-Takana - Peba-Yagua - Puinave-Nadahup - Puri † - Tallan † - Timote-Kuika - Tinigua-Pamigua - Tukano - Tupi - Uru-Chipaya - Warpe † - Witoto-Okaina - Yanomami - Zamuko - Zaparo | Línguas isoladas ou não classificadas - Aikanã - Andaki † - Arara do Rio Branco - Arutani - Atakame † - Atikum † - Auxiri † - Chono † - Guamo † - Guato - Gününa Këna - Iranche/Myky - Itonama - Kakan † - Kamsa - Kañari † - Kanichana - Kanoe - Kawesqar - Kayuvava - Kerandi † - Kimbaya † - Kingnam † - Kofan - Komechingon † - Koraveka † - Kueva † - Kulle † - Kunza † - Kuruminaka † - Kwaza - Leko - Lule † - Maku - Malibu † - Mochika † - Mokana † - Morike † - Movima - Muzo-Kolima † - Omurano - Oti † - Paez - Panche † - Pijao † - Puruha † - Sanaviron † - Sape - Sechura † - Tarairiu † - Taruma - Tauxiro - Tekiraka - Trumai - Tuxa † - Umbra - Urarina - Vilela - Waorani - Warao - Xukuru † - Yagan - Yaruro - Yurakare - Yurumangui † - Zenu † | Linguas mistas, crioulos e pidgins - Kallawaya - Maskoy pidgin - Media lengua - Ndyuka-Tiriyo |  |